# Pecluma alfredii
Pecluma alfredii är en stensöteväxtart som först beskrevs av Eduard Rosenstock, och fick sitt nu gällande namn av Michael Greene Price. Pecluma alfredii ingår i släktet Pecluma och familjen Polypodiaceae.

## Underarter
Arten delas in i följande underarter:
- P. a. cupreolepis
- P. a. occidentalis